# Esclainvillers
Esclainvillers (picardisch: Éclainvilé) ist eine nordfranzösische Gemeinde mit 159 Einwohnern (Stand 1. Januar 2022) im Département Somme in der Region Hauts-de-France. Die Gemeinde liegt im Arrondissement Montdidier, ist Teil der Communauté de communes Avre Luce Noye und gehört zum Kanton Ailly-sur-Noye.

## Geographie
Die sich im Westen bis zur Départementsstraße D14 erstreckende Gemeinde liegt an der Départementsstraße D188 rund 12 km südwestlich von Moreuil und 9 km südsüdöstlich von Ailly-sur-Noye.

## Geschichte
Esclainvillers wird 1105 genannt. Seit 1209 bestand ein Priorat. Der Weiler Saint-Martin und seine Kapelle wurden im 17. Jahrhundert zerstört.

## Einwohner
| 1962 | 1968 | 1975 | 1982 | 1990 | 1999 | 2006 | 2010 |
| ---- | ---- | ---- | ---- | ---- | ---- | ---- | ---- |
| 117  | 117  | 117  | 114  | 125  | 130  | 137  | 148  |

## Verwaltung
Bürgermeister (maire) ist seit 2001 Alain Surhomme.

## Sehenswürdigkeiten
- Die Kirche Saint-Fiacre mit Chor aus dem 16. Jahrhundert.